# مراح شديد
 مراح شديد أو مراح أبو شديد هي إحدى القرى اللبنانية من قرى قضاء جزين في محافظة الجنوب.